# 康復諮詢司
康復諮詢師（rehabilitation counselor；又譯為：復健諮商師、重建諮商師、障礙者重建輔導員、復健顧問），主要服務對象是身心殘障人士，目的是促進身心殘障人士的獨立生活能力, 共著重協助他們尋找適合的工作，以及融入社區，從而提高他們的生活質量。
現時，於美國已有專業認証的康復諮詢師，他們需要獲得指定大學的康復諮詢碩士課程畢業資格，在已認証的康復諮詢師指導下進行600小時的實習‧並考取有關執業試。執業的康復諮詢師於不同的公營及私營部門中工作，包括為美國受傷的軍人提供殘障後的身心適應調整支援，及就業跟進。此外，亦協助因工受傷的工人，作為康復個案管理人員，協助他們重投工作等。